# Rue de la Station (Asnières-sur-Seine)
Ne pas confondre avec Rue de la Station (Bruxelles-Capitale).
La rue de la Station est une voie de communication située à Asnières-sur-Seine.

## Situation et accès

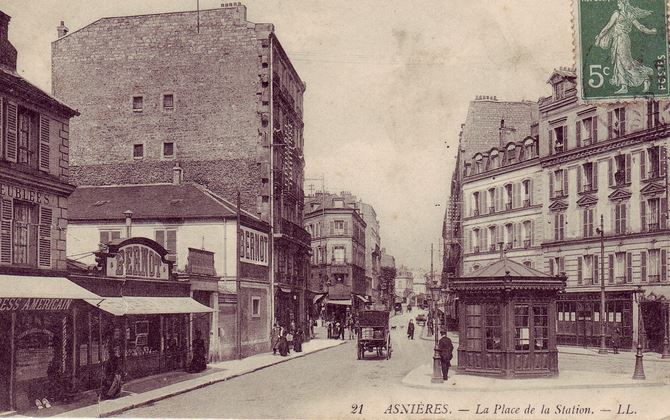
Asnières: Place de la Station, vers l'est. La Seine se trouve vers la droite.

Cette rue commence devant la gare, au croisement de la rue Denis-Papin et de la rue Pasteur, qui longent les voies ferrées.
Elle forme ensuite le point de départ de la rue de Normandie, puis se termine à la place de la Légion-d'Honneur, anciennement place de la Station,, où la Grande-Rue-Charles-de-Gaulle (route départementale 909) bifurque vers la Seine.

## Origine du nom
Le nom - antérieur à 1873 - et l'histoire de cette voie sont liés à la création de la gare d'Asnières-sur-Seine.

## Historique
Cette rue commence à être véritablement urbanisée lorsqu'entre 1861 et 1862, un débit de boissons est construit au 1 rue de la Station, sur un terrain appartenant à la compagnie des chemins de fer de l’Ouest.

## Dans les arts
Le peintre néo-impressionniste Paul Signac a représenté cet endroit sur un tableau de 1884 intitulé Rue de la Station - Asnières (collection privée),,.

## Bâtiments remarquables et lieux de mémoire
- Gare d'Asnières-sur-Seine, ouverte en 1838, et qui est desservie par la ligne Paris - Saint-Germain-en-Laye.
- Cinéma l'Alcazar, ouvert en 1915, renommé en 1973 Le Tricycle avant de reprendre son nom d'origine[9]. Il a servi de décor au film Le Monte-charge.

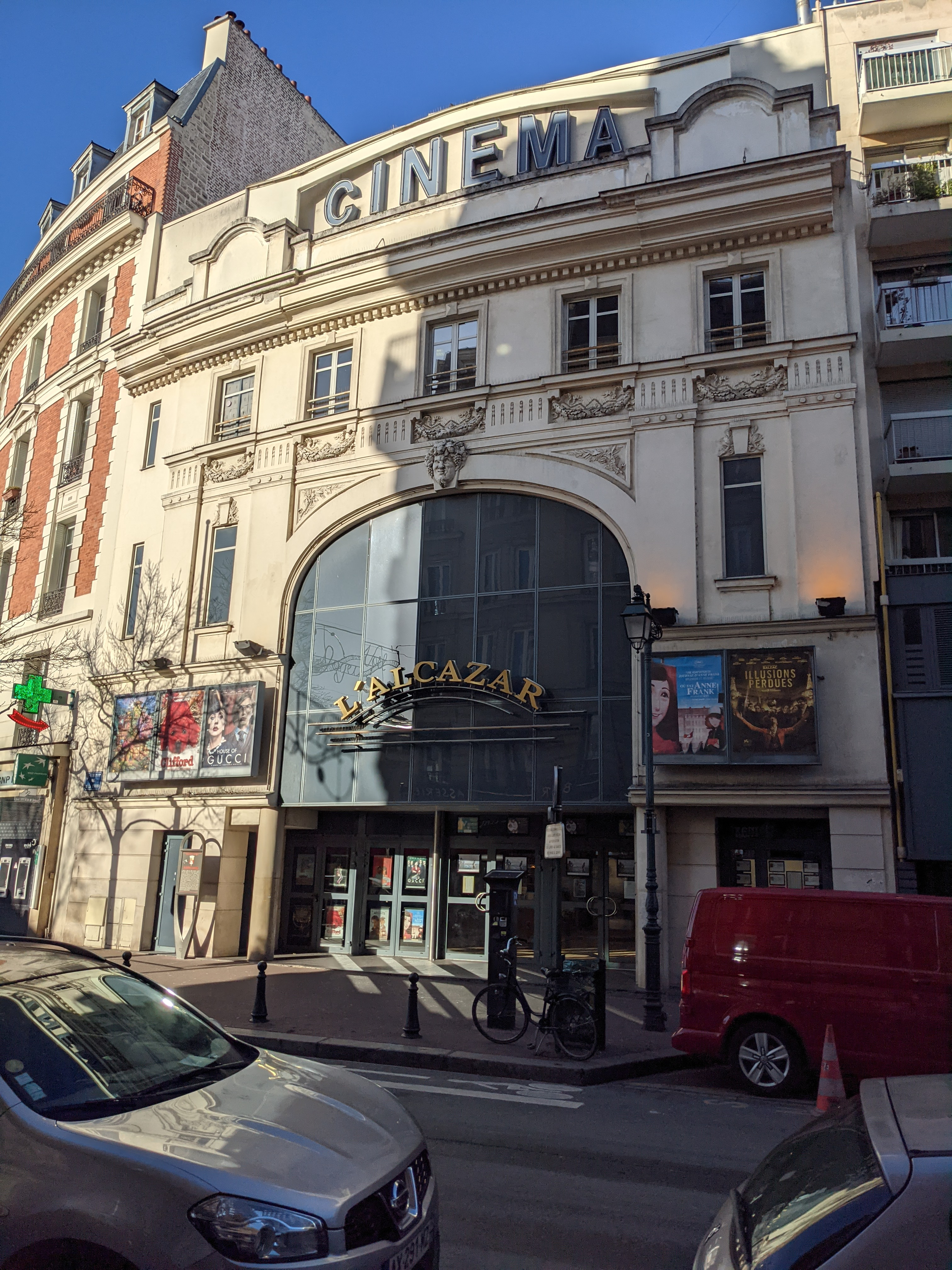
Cinéma L'Alcazar.